# カイラル対称性
カイラル対称性（カイラルたいしょうせい、英: chiral symmetry）とは、量子色力学 (QCD) において、クォークのフレーバーを右巻きスピン成分と左巻きスピン成分で独立に変換する近似的な対称性である（スピンの右巻き、左巻きについてはカイラリティを参照のこと）。QCDのダイナミクスにより、カイラル対称性には自発的対称性の破れが起き、ハドロンに大きい質量を与える。なお、南部、ヨナラシニオが自発的対称性の破れの概念を最初に提唱した際に扱われた対称性は、このカイラル対称性である。
物質に質量を与える機構は、他にヒッグス場との相互作用があるが、ハドロンである陽子や中性子の質量（1GeV程度）に関しては，それらを構成するアップクォーク、ダウンクォークがヒッグス場との湯川相互作用により与えられる質量自身は数MeV程度であり、ハドロン質量全体の2%程度に過ぎない。残りの98%はカイラル対称性の破れによるものである。

## 解説
QCDには、クォークのフレーバーを入れ替える対称性が存在するが、クォークの質量がゼロである場合は、クォークの右巻きスピン成分と左巻きスピン成分の間の転換を表す項が理論のラグランジアンに含まれず、右巻きと左巻きで別々にフレーバーを入れ替える変換でラグランジアンが不変となる。例えば、アップクォークとダウンクォークのみの理論を考える場合、カイラル対称性は SU(2)L×SU(2)R となる(ここでは U(1) 部分は考えない)。一般にフレーバーが Nf 種類の場合、対称性は SU(Nf)L×SU(Nf)R であるが、通常は Nf=2、またはストレンジクォークを加えて Nf=3 の場合を考える。
実際は、クォークの質量は完全にゼロではなく、アップクォークは1.5～3.3 MeV、ダウンクォークは3.5～6.0 MeV であり、現実のQCDのカイラル対称性は厳密な対称性ではなく近似的な対称性である。近似的ではあるが、QCDの非摂動ダイナミクスが重要になるエネルギー領域（200 MeV程度、QCD scaleと呼ばれる）付近では、この対称性の存在や、その破れが大きな影響（ハドロンの質量など）を及ぼしている。
このカイラル対称性はQCDのダイナミクスにより自発的に破れ、クォーク・反クォーク対（超伝導のBCS理論におけるクーパー対に相当する）が凝縮し、真空期待値を持つ（自発的対称性の破れ）。
これにより、理論が元々持っていた対称性 SU(2)L×SU(2)R は破れ、右巻き成分と左巻き成分を同時に変換する対称性 SU(2)V のみが残る。この破れにともなう南部・ゴールドストンボゾンがパイ中間子である。カイラル対称性は近似的な対称性であるため、パイ中間子の質量は完全にゼロではないが、他の中間子に比べて小さな質量しか持たない。
陽子や中性子などのハドロンが、構成要素であるクォークの質量の和よりもはるかに大きな質量を持つのは、ハドロンの内部では、クォークが凝縮したクォーク・反クォーク対との相互作用により大きな質量を得るためである。